# Церковь Феодора Стратилата на Щиркове улице
Церковь Феодора Стратила́та на Щирко́ве улице — приходской православный храм в Великом Новгороде, в Неревском конце на Софийской стороне. Относится к Новгородской епархии Русской православной церкви.

## История
Церковь представляет собой квадратную в плане, четырехстолпную, двухэтажную, крестовокупольную постройку с пятью главами, тремя апсидами и четырехскатным покрытием. Сама Щиркова улица упоминается в Новгородской летописи в частности под 1396 годом (6904).
Известно, что в последние десятилетия XII века на этом месте стояла деревянная церковь. В 1292—1294 годах была возведена каменная. К концу XVII века стены каменной церкви сохранились лишь наполовину. В 1682 году они были достроены, на них возведены своды и пять куполов.
В XVI веке церковь имела два придела — Фёдора Тирона и священномученика Игнатия, а в 1710 году в подцерковье упоминается придел Знамения Божьей Матери. В 1804 году с запада была выстроена квадратная в плане четырёхъярусная колокольня с восьмигранным куполом.

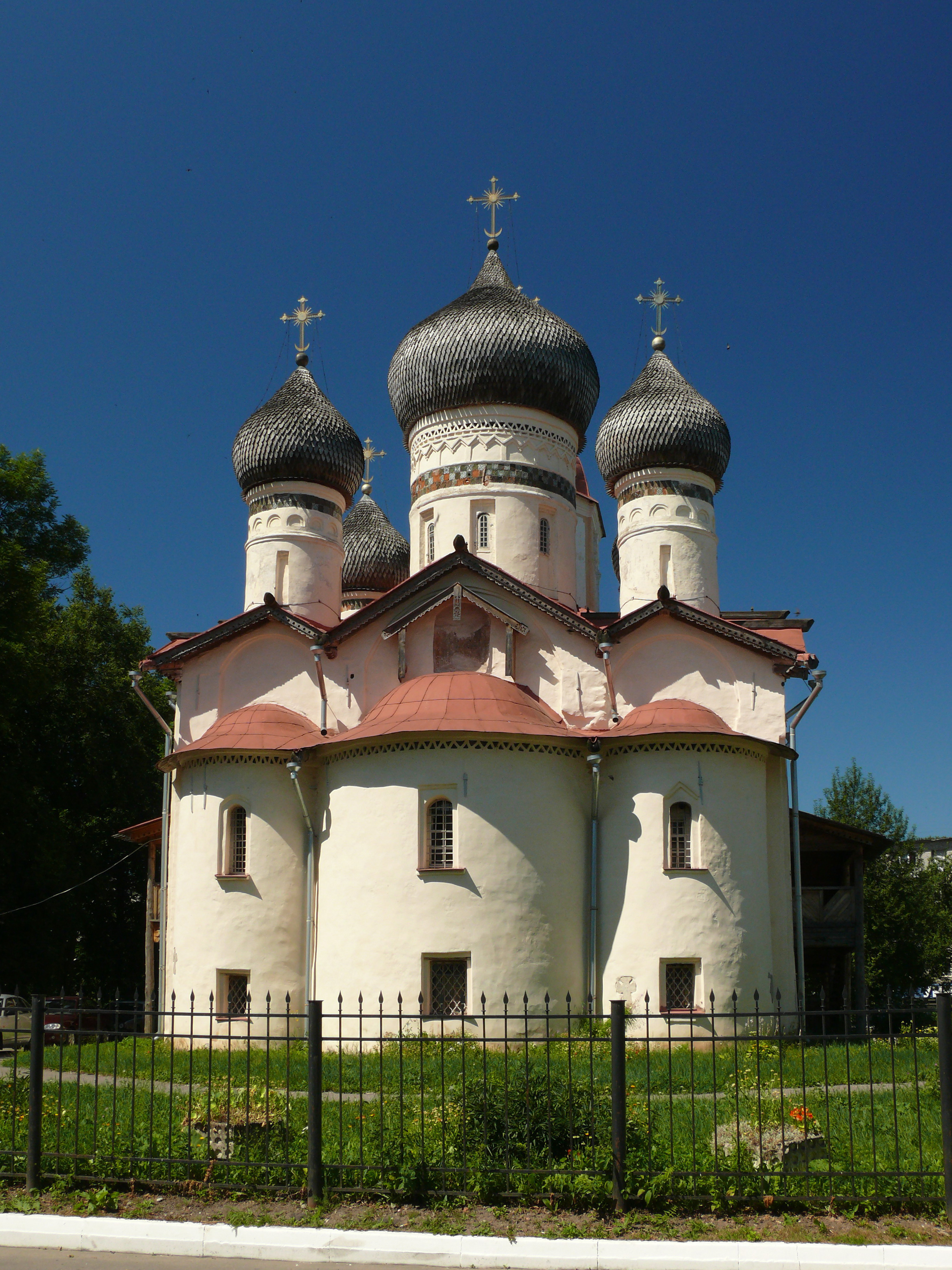
Вид с восточной стороны

После того, как в ходе Большого террора 1937—1938 годов были расстреляны все 3 служившие в церкви протоиерея (И. Н. Орлинский, Д. Г. Семенов и Г. А. Цветков), она была закрыта. Здание незначительно пострадало во время Великой Отечественной войны и в послевоенные годы использовалось как склад. В 1974 году новгородская археологическая экспедиция провела исследовательские работы. На фасадах церкви имеется 5 вкладных крестов (четыре на северном и один на южном). Окна ложные, прямоугольной формы с полочками в верхних частях.
Памятник имеет большое научное значение благодаря разновремённым архитектурным наслоениям XII—XVIII веков. Особенно ценны формы XIII века, которые не имеют в себе ни одного архитектурного новшества, появившегося в более поздних новгородских памятниках.
Примечательной особенностью внешнего вида церкви являются пояски изразцовых плиток по окружностям всех пяти барабанов.
В 1990-е годы церковь Фёдора Стратилата на Щиркове улице была отремонтирована на средства государства и передана верующим. С 2002 года она является действующим приходом Новгородской епархии.